# Wilhelm B. Hillebrand
Wilhelm B. Hillebrand (o William Hillebrand) (13 de noviembre de 1821 - 1886 ) fue un médico, cirujano, botánico y explorador alemán que trabajó en Oceanía.
Se recibe de médico en Heidelberg, comenzando a practicar la medicina en Paderborn. Pero una tuberculosis pulmonar lo induce a buscar un clima más saludable.
En 1849 explora por Australia del Sur durante seis meses, y luego sigue hacia Filipinas y Hawái. Recoge varias colecciones cerca de la desembocadura del río Murray y del lago Alexandrina, y también en Reedy Creek, Australia del Sur.
A su llegada a Hawái en 1851, Hillebrand pone su marca comercial estableciendo un jardín botánico de fino desarrollo en Honolulu. Obtiene que Mueller y Behr sean los reputados colegas que comparten su empresa comercial, en Adelaida. En la última parte del siglo XIX, Hillebrand les envió muchas plantas herborizadas (principalmente de especies exóticas de Hawái) al herbario de Melbourne. Lamentablemente, muchas de esas raras especies se extinguieron quedando solo material en el "National Herbarium de Melbourne".
Hillebrand fue médico jefe en el Hospital Queen Center de 1860 a 1871. Y participó en la creación de la "Sociedad Hawaiana de Médicos".
El Dr. Hillebrand volvió a Heidelberg, y fallece en 1886. Su máxima obra "The Flora of the Hawaiian Islands", la publica póstumamente en 1887 su hijo.

## Honores

### Eponimia
- 65 especies
- (Euphorbiaceae) Chamaesyce hillebrandii (H.Lév.) Croizat y O.Deg. 1936
- (Pteridaceae) Pteris hillebrandii Copel. 1916
- (Scrophulariaceae) Veronica hillebrandii F.Muell. 1855
- (Rubiaceae) Hedyotis hillebrandii (Fosberg) W.L.Wagner y D.R.Herbst 1989
- (Rutaceae) Phebalium hillebrandii (F.Muell.) J.H.Willis 1957
- (Thelypteridaceae) Phegopteris hillebrandii Luerss. 1875

- La abreviatura «Hillebr.» se emplea para indicar a Wilhelm B. Hillebrand como autoridad en la descripción y clasificación científica de los vegetales.[1]